# Sciences naturelles et impertinentes
Sciences naturelles et impertinentes est un manuel de Jean-Louis Fournier publié en 1996. 

## Résumé
Pourquoi l'alouette n'a-t-elle pas de sabots ? Quand les feuilles du haricots sèchent, est-ce la fin des haricots ? Des questions surprenantes et inattendues, que ce livre donne des leçons sur les sciences naturelles.

## Adaptation
Le livre a été adapté à la télévision en 1997, dans un programme court diffusé sur La Cinquième, avec Claude Piéplu.